# Isabelle Jouve-Gaudin
Isabelle Jouve-Gaudin est une autrice de livres pour enfants, linguiste et orthophoniste française.

## Publications
Isabelle Jouve-Gaudin a écrit plusieurs ouvrages,,, :
- 7 histoires d'automne, Dankerleroux (Illustrateur), Deux coqs d'or, 2019
- Tagada sacré chat, Dankerleroux (Illustrateur), Deux coqs d'or, 2018
- Super Souricette et les dents du bonheur !, illustrations de Marie Paruit, Deux coqs d'or, 2017
- Noé au fil de l'eau, illustrations de Magali Ben, le Croît vif, 2015
- Bolido et la boule magique (contient un CD), un récit écrit et raconté par Isabelle Jouve-Gaudin ; sur une musique originale de Rania Awada ; illustrations de Églantine Boneto, Résidoré, 2011